# 這一鍋
這一鍋（英語：This pot）是台灣的一家連鎖火鍋品牌，提供無限自助取用服务。這一鍋由美食達人股份有限公司董事長吳政學于2012年年底創立。

## 介紹
這一鍋餐飲集團於2012年由由美食達人股份有限公司董事長吳政學創立，是吳政學從咖啡市場85度C轉戰餐飲市場的嘗試。這一鍋從2010年開始籌劃，於2012年正式進入台灣火鍋市場，於台北開設中山店。 後續又於2015年投入燒肉餐飲市場創立燒肉品牌「燒肉同話」。 於2017年為搶攻個人鍋物因而創立「這一小鍋」。
这一锅董事长陈永佶

### 命名由來
這一鍋的命名由來是當吳政學與其研發團隊研究鍋物特色時，在最後吃到滿意的成品時說出：「就是這一鍋」，也因此最終以這一鍋作為集團名稱。

## 關係品牌
- 85度C
- 燒肉同話[6][7][8][9]
- 這一小鍋[10][11][12][13]

## 外部連結
- 這一鍋 （页面存档备份，存于）
- 這一鍋餐飲集團 - LINE 官方帳號 （页面存档备份，存于）
- 這一鍋皇室秘藏鍋物的Facebook專頁
- 這一鍋 皇室秘藏鍋物的Instagram帳戶